# Iglesia de Santa María (Yermo)
La iglesia de Santa María es un templo religioso de culto católico bajo la advocación de Nuestra Señora, la Virgen María de la localidad de Yermo, municipio de Cartes, comunidad autónoma de Cantabria, en España.
Fue declarada Monumento del Tesoro Artístico Nacional por Real Orden de 4 de julio de 1930 (publicada en el Boletín Oficial del Estado de 8 de julio).
Posteriormente, pasó a ser considerada Bien de Interés Cultural en virtud de la disposición adicional primera de la Ley 16/1985, de 25 de junio, de Patrimonio Histórico Español. El entorno de protección de este Bien de Interés Cultural se declaró por Decreto 89/2002, de 1 de agosto.

## Historia
Santa María de Yermo fue un monasterio existente ya en el siglo IX y que dependía del Obispado de Oviedo. La iglesia que actualmente se conserva data del siglo XIII, según se lee en una lápida de consagración que se encuentra en la jamba:

Era de MCCXLI (año 1203 según el calendario actual) esta iglesia de Santa María, Pedro Quintana me hizo. Padre nuestro por su alma.

## Descripción

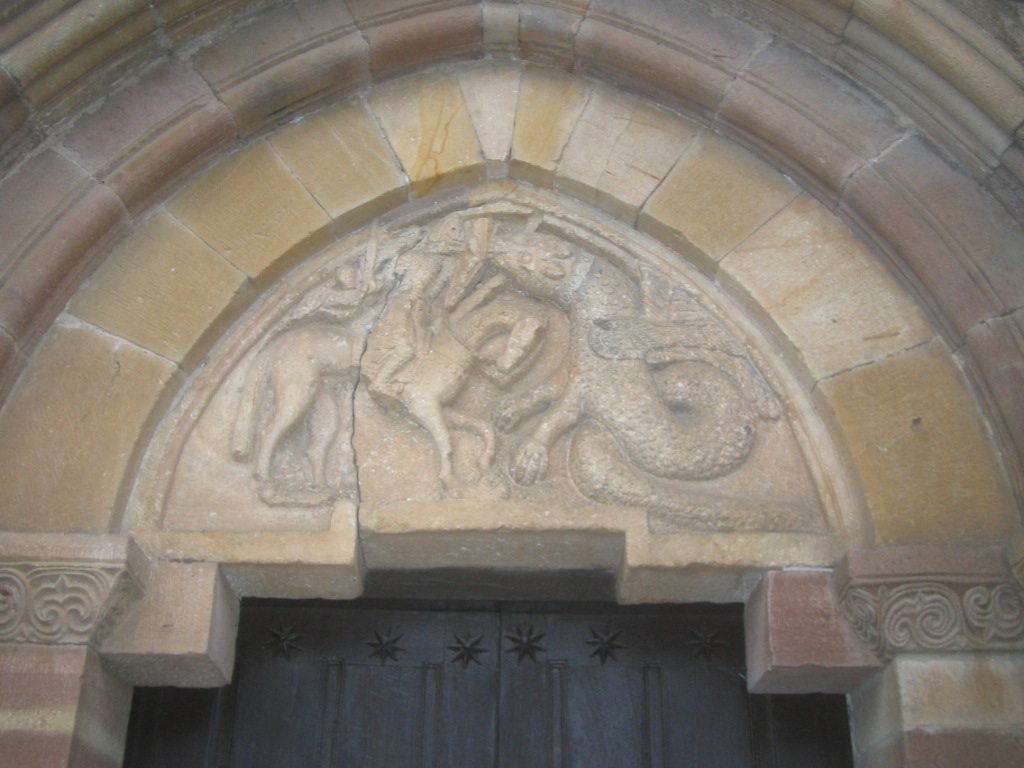
Tímpano de la portada de la iglesia, con el caballero, ayudado por un ángel, que clava la lanza en el dragón

Es una iglesia de planta rectangular, con una sola nave, que acaba en ábside de forma semicircular. Es uno de los edificios más representativos del estilo románico montañés, considerándose que su estilo es románico arcaizante o protogótico. Destaca por sus relieves escultóricos en canecillos y en los capiteles. En los canecillos pueden verse algunas representaciones de carácter erótico y profano.
La entrada se encuentra en el muro sur. Hay allí una portada con arquivoltas apuntadas y, en el tímpano de la portada, la representación de un caballero con lanza que pudiera ser San Jorge. Está luchando con un dragón, que tiene cabeza y patas de león, alas de águila y la cola es de serpiente. El tema de repite en el interior. Es un símbolo de la lucha entre el bien y el mal.
Sobre la entrada hay una cornisa con canecillos. En esa misma fachada pueden verse dos ventanas con arco de medio punto. Encima de cada una de ellas sobresale una escultura: una cabeza de león y una leona con cachorros. Otros relieves de la fachada son uno que representa a la Virgen con el niño y otro con Santa Marina. En el ábside hay contrafuertes y una ventana con arco apuntado. La sacristía y la espadaña son añadidos de la Edad Moderna.

## Galería

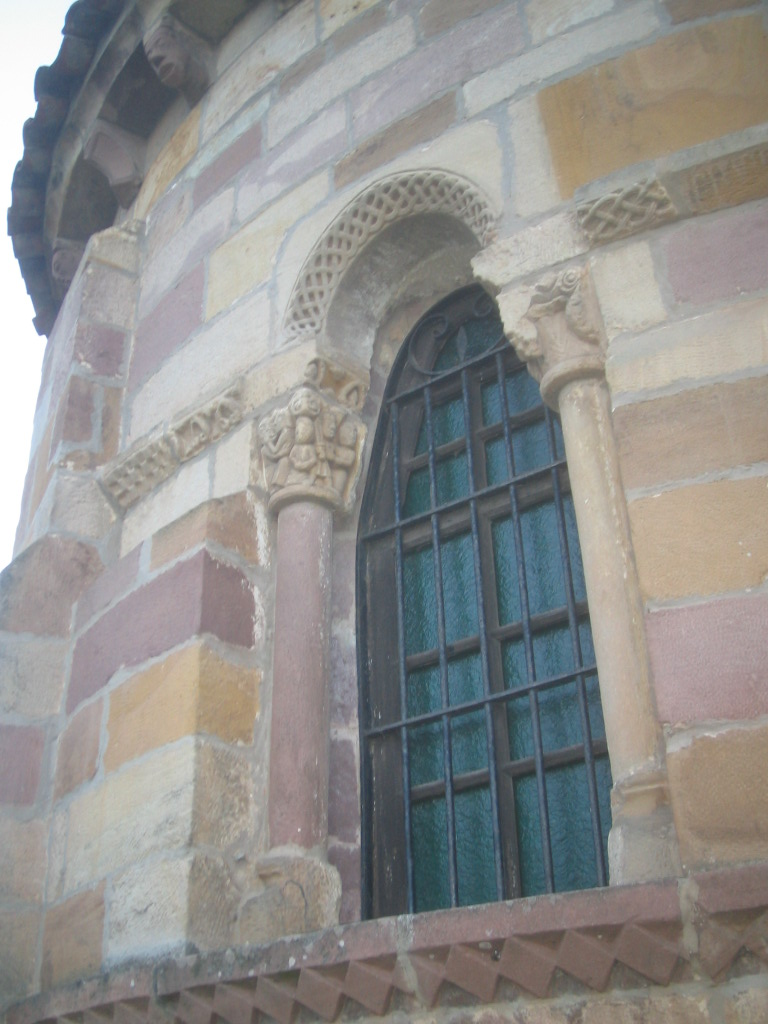
Ventana del ábside, ligeramente apuntada.
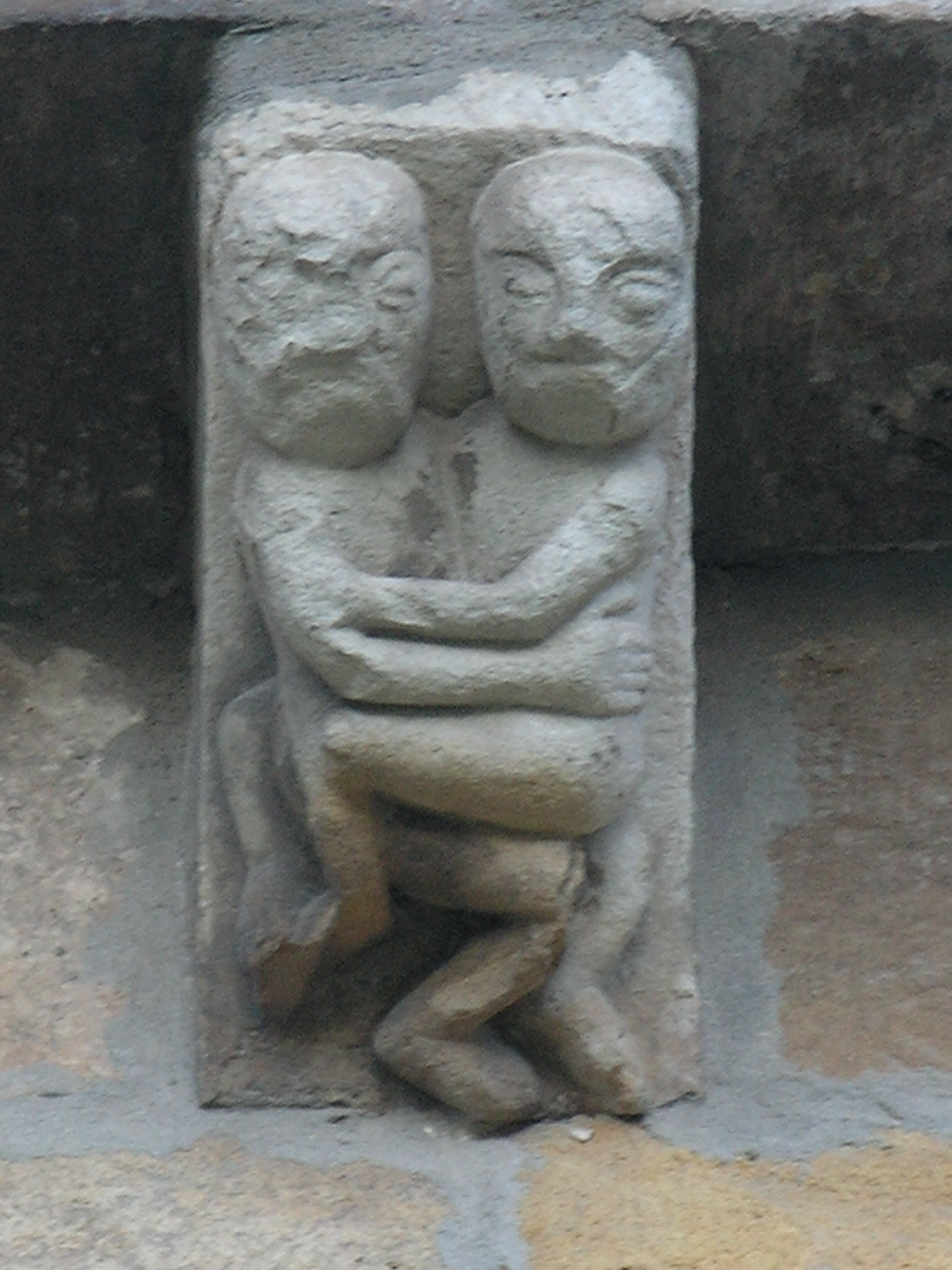
Canecillo.
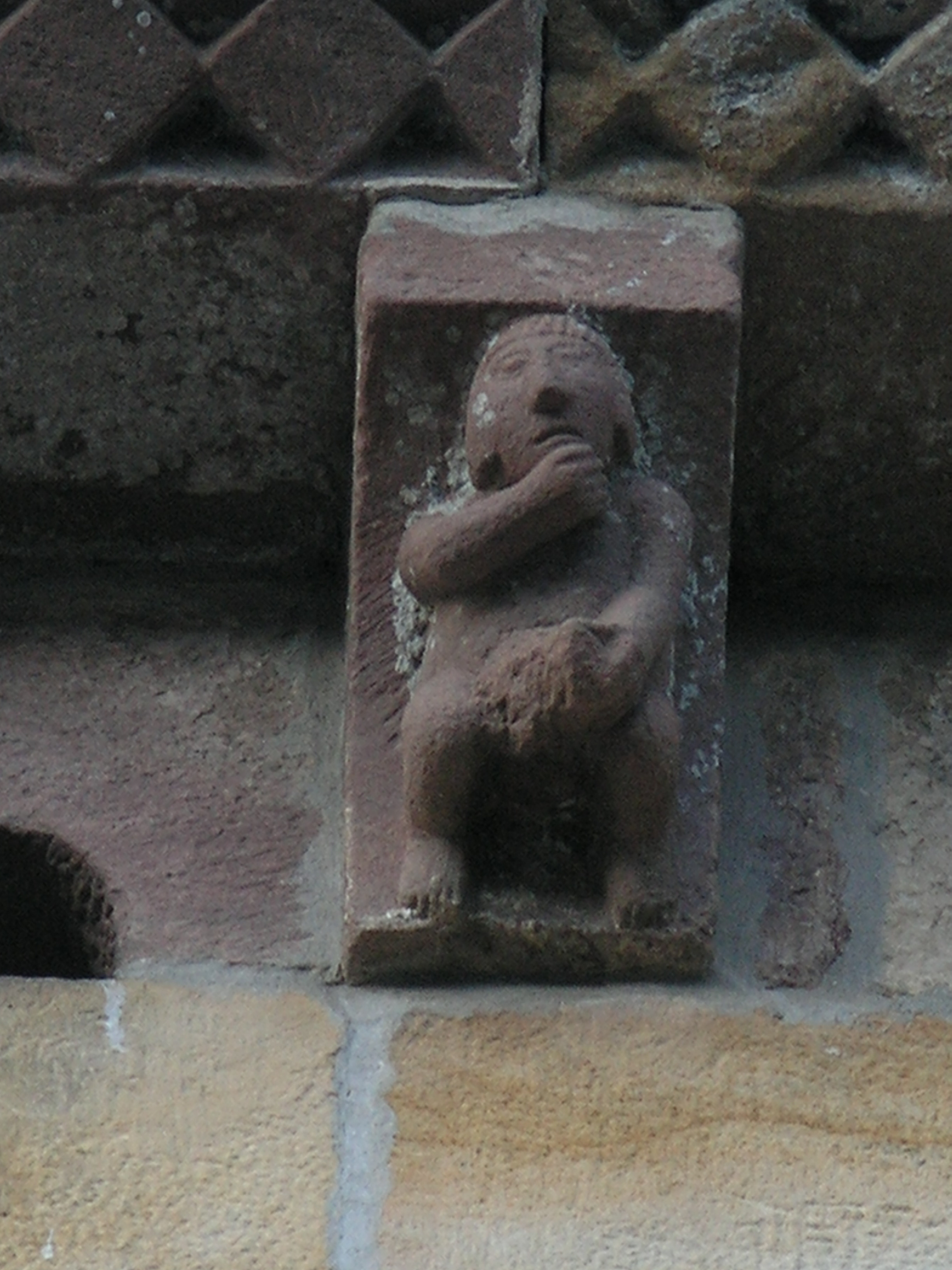
Canecillo.